# Снег (альбом)
«Снег» — студийный альбом Ольги Арефьевой и группы «Ковчег», вышедший 17 ноября 2011 года и сопровождаемый туром группы по городам Сибири и Урала. Официальная презентация альбома состоялась в Москве 8 декабря 2011 года. Альбом доступен для скачивания по системе «плати сколько считаешь нужным» на сайте kroogi.com.

## Список композиций
Все песни написаны Ольгой Арефьевой.
| №   | Название             | Длительность |
| --- | -------------------- | ------------ |
| 1.  | «Сопромат»           | 3:30         |
| 2.  | «Андеграундный рай»  | 4:48         |
| 3.  | «Иллюзия»            | 4:17         |
| 4.  | «Температура любви»  | 3:35         |
| 5.  | «Трубач»             | 4:34         |
| 6.  | «Полюби меня»        | 3:58         |
| 7.  | «Каллиграфия»        | 5:05         |
| 8.  | «Еженедельник»       | 6:10         |
| 9.  | «Саван-2»            | 4:01         |
| 10. | «Снег»               | 6:29         |
| 11. | «Не верьте мне»      | 4:35         |
| 12. | «Мой внутренний мир» | 4:50         |
| 13. | «No future»          | 3:35         |

## Участники
- Ольга Арефьева — вокал
- Пётр Акимов — клавишные, виолончель
- Сергей Суворов — бас-гитара
- Сергей Индюков — гитара
- Андрей Чарупа — барабаны, перкуссия